# Evreu cu gâscă (pictură de Nicolae Grigorescu)
Acest articol dezvoltă secțiunea Opera a articolului principal Nicolae Grigorescu.
Evreu cu gâscă, cunoscută și sub numele de Un cetățean în perspectivă, este o pictură de gen realizată de artistul român Nicolae Grigorescu în anul 1880. Primul nume cu care este cunoscut tabloul este cel pe care l-a purtat la expoziția de la Paris la Salonul Oficial din anul 1880, Juif moldave allant demander la naturalisation à l'Assemblée roumaine. Lucrarea nu a fost datată și aparține astăzi Muzeului Național de Artă al României.
Portretul Evreu cu gâscă face parte din tematica portretelor de evrei pe care artistul a abordat-o începând din anul 1864. Nicolae Grigorescu a avut puține ocazii pentru a surprinde personaje tipice pentru această etnie în opera sa. Această fază a creației pictorului român a venit ca o necesitate în diversificarea portretelor pe care le făcea. El a dorit ca tipologia chipurilor să fie întregită prin trăsături și costume care să fie diferite față de cele pe care le înfățișa în mod obișnuit. Tablourile cu evrei făcute de Grigorescu s-au dovedit a fi unele dintre cele mai valoroase din întreaga sa creație artistică. Ele sunt documente de necontestat chiar și în arta europeană a acelor timpuri.
La expoziția de la București din anul 1887, tabloul a fost achiziționat de Gheorghe Grigore Cantacuzino, zis Nababul, cu suma de 8.000 de lei aur. După acest an, nu se știe când, pictura a primit numele cu care este astăzi cunoscută. Opera Evreu cu gâscă este o satiră a situației în care ajungeau petiționarii evrei în fața autorităților statului. Operele de artă al căror caracter definitoriu este satira s-au dovedit a fi cele mai bune lucrări din arta plastică internațională, iar cele care polemizează cu instituțiile dominante teritoriale sunt și mai rare. Au existat întotdeauna caricaturi și pamflete prin ziare și publicații, chiar din Evul Mediu. Dar tablourile ce tratează un astfel de subiect sunt destul de rare. Ca atare, lucrarea lui Nicolae Grigorescu se dovedește a fi un aport semnificativ prin înalta sa valoare artistică la această nișă a picturii europene din acea epocă.

## Situația evreilor în România anului 1880
În anul 1492, Spania și ulterior în anul 1497, Portugalia, au expulzat comunitățile de evrei de pe teritoriul lor. Evreii s-au refugiat în Imperiul Otoman, care i-a primit fără opreliști. În anul 2013, guvernul lusitan a dat o lege reparatorie prin care a acordat cetățenia portugheză tuturor urmașilor persoanelor expulzate din acea perioadă. Ca urmare a expulzărilor făcute, sultanul Baiazid al II-lea și-a declarat rezervele privind decizia reginei Isabella și a regelui Ferdinand. Astfel, evreii sefarzi s-au mutat în teritoriile Europei de Sud-Est de jos în sus, de la Atena, Salonic, Sarajevo, Belgrad, Sofia și până în zona de sud a Banatului, Dobrogea și sudul Munteniei. Primele atestări documentare a prezenței evreilor în teritoriile enumerate din România datează din secolul al XVI-lea și ele se referă la evreii sefarzi.
Comunitățile evreiești din România prezintă caracteristici aparte față de cele din alte spații europene, din cauza coabitării dintre evreii sefarzi, de limbă ladino, și cei așkenazi, de limbă idiș. Aceștia din urmă au avut tradiții și rituale de cult parțial diferite, băi rituale, cimitire și sinagogi separate. După cum se știe, în România de sud, au predominat evreii sefarzi și în nord cei așkenazi. Coabitarea dintre cele două comunități a îmbogățit viața cultuală și culturală a acestora, ca și întregul spațiul românesc. Adoptarea Constituției din anul 1866, a marcat diferența dintre evreii din Centrul și Vestul Europei și cei din România. Articolul 7 din Legea fundamentală, condiționa obținerea cetățeniei române de apartenența la religia creștină. Fiind o decizie politică cu implicare economică, târgoveții din București au pus presiune asupra Adunării constituante și au distrus parțial Templul Coral, ce se afla în acele vremuri în construcție. Marea și mica burghezie dorea un ascendent în competiția cu burghezia evreiască. Visul de emancipare politică a evreilor români a fost distrus, ei obținând dreptul la cetățenie de abia în perioada 1919-1923.
Acest eșec a impus o schimbare de strategie și o imensă dezamăgire. În loc de o integrare rapidă a lor în societate, s-a produs un proces de izolare relativă. S-a văzut ulterior că a existat o tendință importantă în constituirea unor instituții evreiești proprii care includeau și aspectul cultural. Ca argument istoric se poate da înființarea la Iași în anul 1876 a primului teatru de limbă idiș din lume.
Ca urmare a adoptării Constituției din 1866, România a ratat momentul de sincronizare cu Europa Centrală. Evreii din Austro-Ungaria s-au emancipat după sau în același timp cu cei din Franța (1790), Olanda (1796), Belgia (1830), Germania (1811-1871), Italia (1848-1870) ș.a.m.d. În Rusia țaristă nici nu se punea problema emanicipării evreilor. Acolo evreii erau discriminați socio-politic; tot Mihai Eminescu spunea în „Curierul de Iași” din anul 1876 că un evreu austriac ce ar călători în Rusia riscă să „i se taie cu de-a sila barba, perciunii și poalele caftanului”.

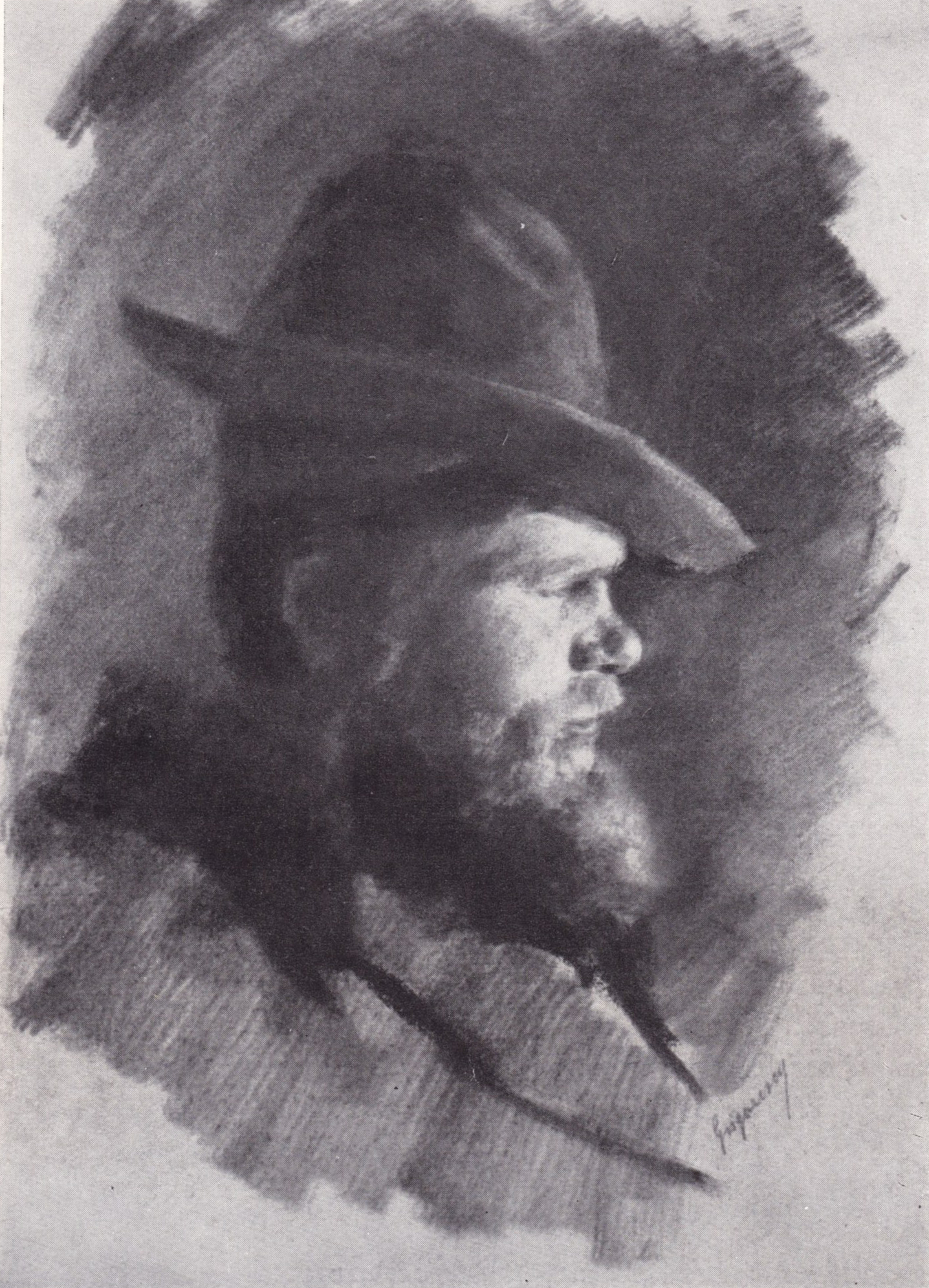
Portret de evreu (1874)

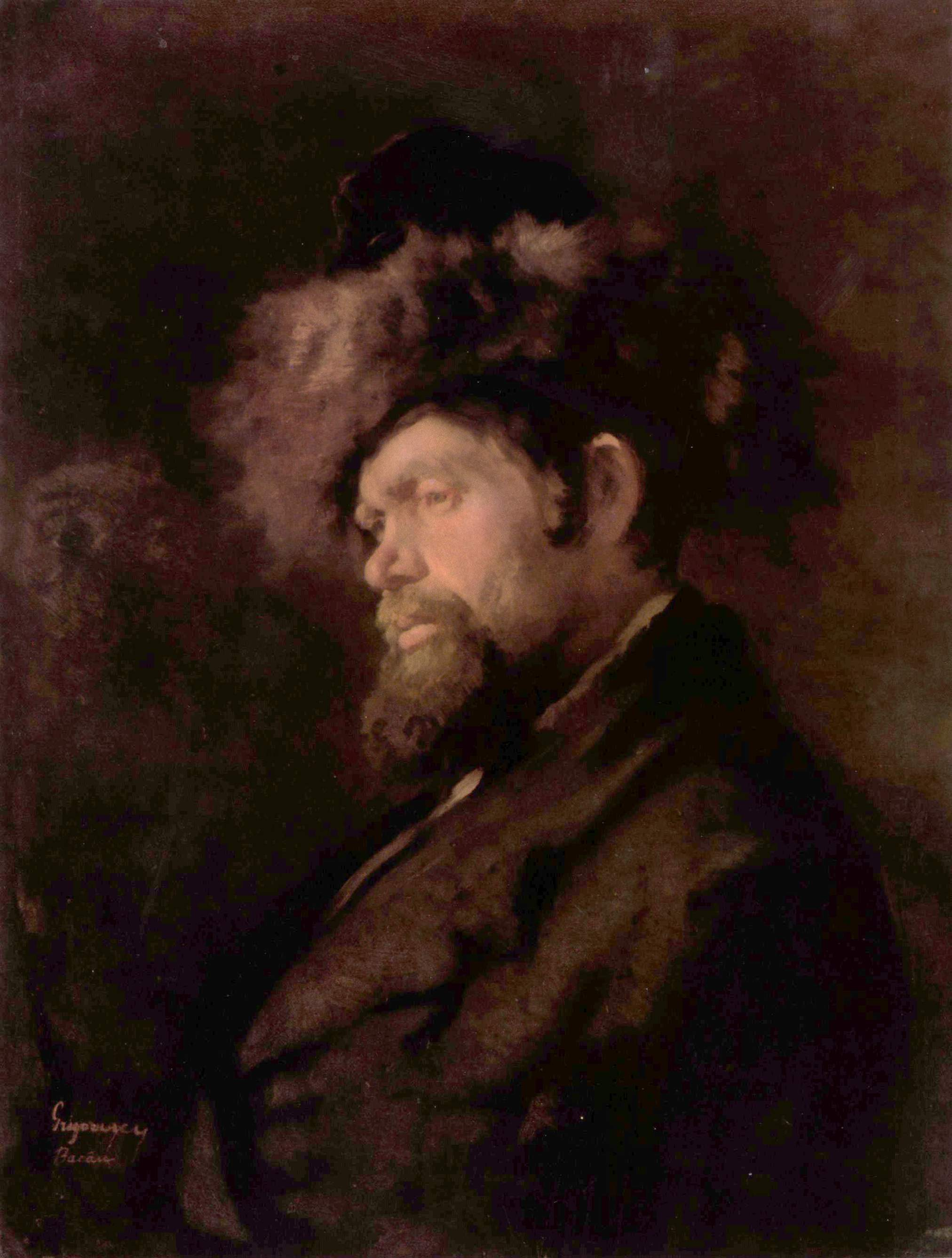
Ovreiul cu caftan

În România nici revizuirea Constituției din anul 1879 nu a rezolvat nimic, cu toată presiunea Marilor Puteri. Articolul nr. 7 a fost modificat și evreii puteau obține naturalizarea, dar nu din oficiu, ci doar în anumite cazuri și cu condiții; și nu în bloc sau pe categorii, ci individual, fiecare caz trebuia analizat și votat de ambele Camere ale Parlamentului; și nu imediat, ci după cel puțin zece ani. Fiecare solicitant pentru cetățenie trebuia să aibă un dosar cu documente vechi doveditoare și trebuiau să depună o cerere Parlamentului prin care-și manifestau dorința de a deveni cetățeni ai României. Dezamăgiți, evreii români și-au întărit instituțiile comunitare pentru păstrarea identității cultural-lingvistice. În ajutorul lor, a fost toleranța socială și confesională a românilor majoritari, care a permis ca aceștia să-și întemeieze școală, teatru de limbă idiș și chiar presă. Ca o concluzie generală, evreii din Europa Centrală pot, dar nu vor; cei din Rusia vor, dar nu pot; și cei din România vor și pot să facă orice.
Ca urmare a dezamăgirii rezultate din adoptarea Constituției din 1866, ca și de revizuirea ei din anul 1879, a apărut o mișcare puternică sionistă înainte de mișcarea politică națională propriu-zisă. Astfel, în anul 1881 s-a întrunit primul Congres Sionist la Focșani, înainte cu șaisprezece ani de Primul Congres internațional sionist de la Basel din anul 1897. Acest congres a avut loc și înainte cu cincisprezece ani de publicarea primei cărți a lui Theodor Herzl - Der Jundenstaat de la Viena din anul 1896, care a fost tradusă și publicată la Botoșani în anul 1897. Ca urmare a Congresului de la Focșani, o mulțime de evrei au pornit din Moldova spre Țara Sfântă cu poeziile lui Eminescu în desagă. Ei au fost pionierii sionismului internațíonal și au creat în Palestina primele colonii agricole: Rosh Pina și Zikhron Yaakov. Cântecul popular românesc Cucuruz cu frunza-n sus a stat la baza creării imnului național sionist, Hatikvah. Începând din anul 1948, Hatikvah a devenit imnul național israelian. Au plecat cu nostalgia în suflet, cântând „Ce simțire dureroasă/ Pentru noi, drumeții,/ Părăsindu-te pe tine – țara Frumuseții./ Gîndul nostru tot la tine/ Vecinic o să fie/ Cît va ține viața noastră,/ Scumpă Românie!”
„... În anul 1880, pictorul a expus la Expoziția oficială de la Paris o pictură cunoscută sub titlul Evreul cu gâsca. Suflul proaspăt al lucrării și realismul ei frust i-a impresionat pe criticii de artă ai timpului. Lucrarea a fost remarcată și s-a bucurat de succes. Nu era prima lucrare cu subiect evreiesc a pictorului. Mai multe picturi și desene reprezentând evrei din Moldova sau din Galiția au fost realizate de Grigorescu. În anii 1860, în drumul său din Franța în România, pictorul s-a oprit de trei ori în Galiția (în 1864, 1867 și 1869), unde a realizat desene cu evrei ortodocși. Pictura Evreul cu gâsca reprezintă un evreu est-european tipic. El poartă caftan negru și căciulă tradițională cu blană (streimel), are barbă și perciuni rituali etc. Este un evreu sărman dintr-un ștetl din Moldova. ține în mâna stângă o hârtie și în mâna dreaptă (zdravăn, ca să nu o scape) o gâscă vie. Evreii din Moldova (ca și cei din Maramureș) erau mari crescători de gâște. Carnea și grăsimea de gâscă făceau parte din dieta tradițională evreiască. Imaginea unui evreu sărac ținând în mână o gâscă vie nu constituia nimic neobișnuit.
Elementul straniu din tablou este hârtia pe care o ține personajul în mâna stângă. Având aplicat un timbru judiciar, pare să fie vorba de un act oficial. Se poate descifra cui îi este adresată petiția: „Domnule Președinte și Dlor Deputați”. Titlul inițial al tabloului aduce unele lămuriri: Evreu din Moldova mergând la Parlamentul României pentru a-și cere naturalizarea. Pornit dintr-un ștetl din Moldova – „plin de colb și de evrei”, cum scria undeva Mihail Sadoveanu –, evreul din pictura lui Grigorescu merge la București să depună la Parlament o cerere de naturalizare, aducând cu el – ca plocon – o gâscă. Hazul uriaș al situației reprezentate în tablou constă în faptul că bietul evreu își închipuia că un plocon minor – o gâscă (și încă vie!) – poate fi „înmânat” Parlamentului pentru rezolvarea unei probleme atât de importante („problema evreiască”, așa zicând). Astfel trebuie înțeleasă pictura lui Grigorescu: o privire ironică asupra unui om simplu care încearcă să supraviețuiască într-o societate coruptă.”
-- Andrei Oișteanu: Eseul „De ce sunt evreii din România altfel Arhivat în 27 august 2021, la Wayback Machine.”, în România literară, nr. 25-26, 2013
Ținând cont de toate prevederile articolului nr. 7 al Constituției României, amendat și modificat în anul 1879, Andrei Oișteanu a adus ca argument din lumea artei, tabloul realizat de Nicolae Grigorescu în anul 1880, intitulat Evreu cu gâscă. Acesta este un document ce prezintă o ironie fină făcută la adresa unui regim profund corupt și clientelar, care a permis în final, elaborarea unor legi profund nedrepte în ce privește drepturile etniei evreiești în România acelor timpuri.

## Opera

### Datare și denumire
Institutul Național al Patrimoniului a înscris ca dată certă de execuție a lucrării anul 1880, cu toate că pictura a fost semnată în stânga jos a ei, dar nu a fost datată de autor. Sursa cea mai autorizată în biografia lui Nicolae Grigorescu, criticul și istoricul de artă George Oprescu, nu a încercat să dateze această operă, ci a menționat că artistul român, după terminarea Războiului de Independență al României, unde a participat în calitate de pictor de front, a imaginat și a realizat o compoziție satirică pe care a dus-o pe cele mai înalte culmi artistice: un fel de unicum în arta plastică din România. În continuare, Oprescu a amintit faptul că tabloul a participat la expoziția Salonului Oficial din Paris din anul 1880 sub numele de Juif moldave allant demander la naturalisation à l'Assemblée roumaine. Ulterior numele a fost prescurtat în Un cetățean în perspectivă. Sub acest ultim nume, tabloul a fost expus în anul 1887 la expoziția personală de la București din „Palatul Eforiei de pe Bulevard”, unde artistul a prezentat publicului 200 de tablouri.

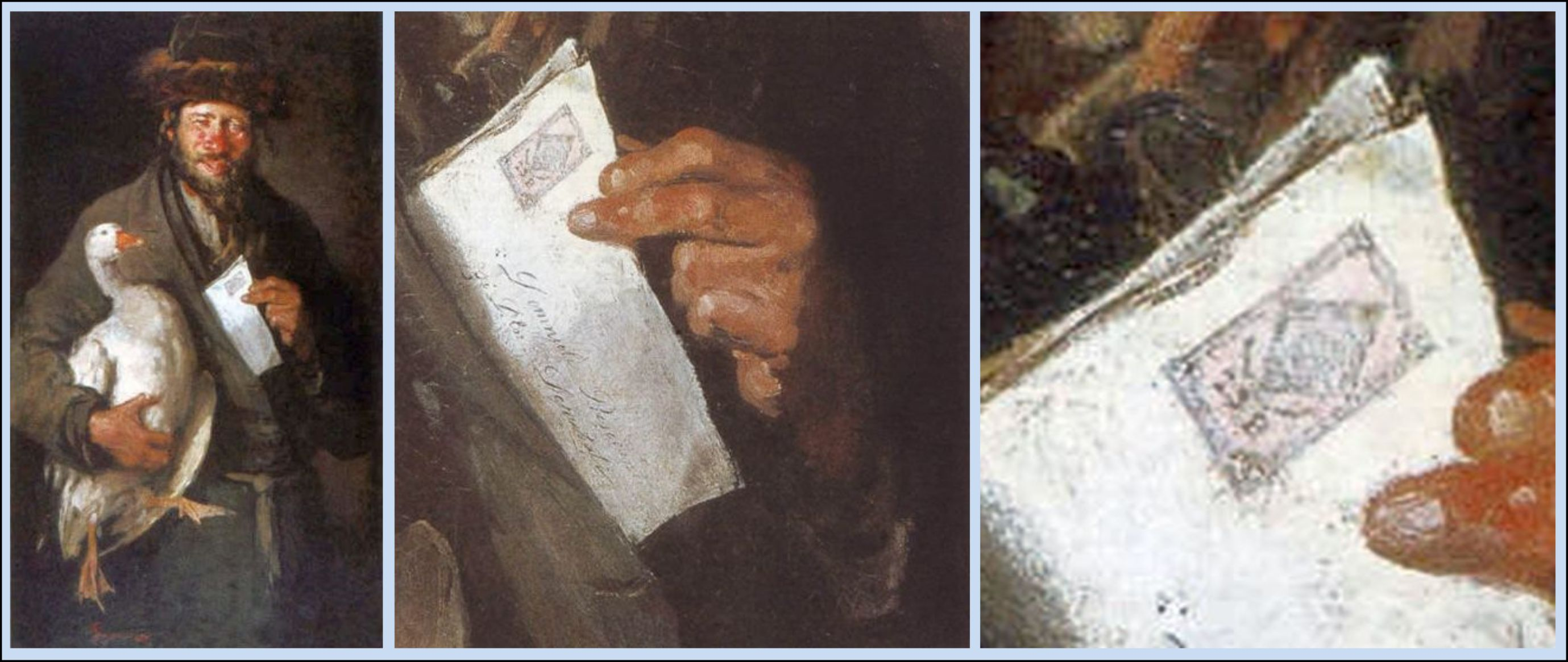
Detalii la Evreu cu gâscă - o hârtie cu timbru fix de 1 Leu, pe care a fost aplicat un timbru fiscal de 25 bani

La expoziția de la București din anul 1887, tabloul Evreu cu gâsca a fost achiziționat de Gheorghe Grigore Cantacuzino, zis Nababul, cu suma de 8.000 lei aur. După acest an, nu se știe când, pictura a primit numele cu care este astăzi cunoscută - Evreu cu gâscă.
Un filatelist din județul Neamț, Daniel Marcu, a studiat tabloul și a constatat că pe scrisoarea pe care evreul dorea s-o dea Parlamentului României, Nicolae Grigorescu a pictat efectiv un timbru fiscal. 
Citind însemnările fiscalotelistului Francisc Ambrus cu privire la utilizarea timbrelor fiscale generale emise intre 1872-1919, Marcu a tras concluzia că documentul reprezentat de Nicolae Grigorescu este o hartie cu timbru fix de 1 Leu, pe care a fost aplicat un timbru fiscal de 25 bani, reprezentând Taxa clasa a II-a, corespunzătoare tuturor petițiilor din partea persoanelor fizice care se adresau oricărei autorități publice. Deci, perioada în care taxa de 25 bani s-a putut aplica pe coala timbrată de 1 leu se află între anii 1878 - 1881, deoarece timbrul cu o valoare nominală de 1 Leu a fost emis de abia în anul 1878 și a circulat până în anul 1881. Concluzia logică, pe baza analizelor filatelice, este că pictorul a pictat Evreul cu gâscă oricând în perioada 1878 - 1880, anul 1880 fiind un an cert în care tabloul era pe simezele Salonului Oficial din Paris. Desigur, că această concluzie nu ține cont de ipoteza în care artistul ar fi pictat un timbru care era din altă epocă.

### Tematica evreiască
Portretul Evreu cu gâscă face parte din tematica portretelor de evrei pe care artistul a abordat-o începând din anul 1864. Nicolae Grigorescu a avut puține ocazii pentru a surprinde personaje tipice pentru această etnie în opera sa. Această fază a creației pictorului român a venit ca o necesitate în diversificarea portretelor pe care le făcea. El a dorit ca tipologia chipurilor să fie întregită prin trăsături și costume care să fie diferite față de cele pe care le înfățișa în mod obișnuit.

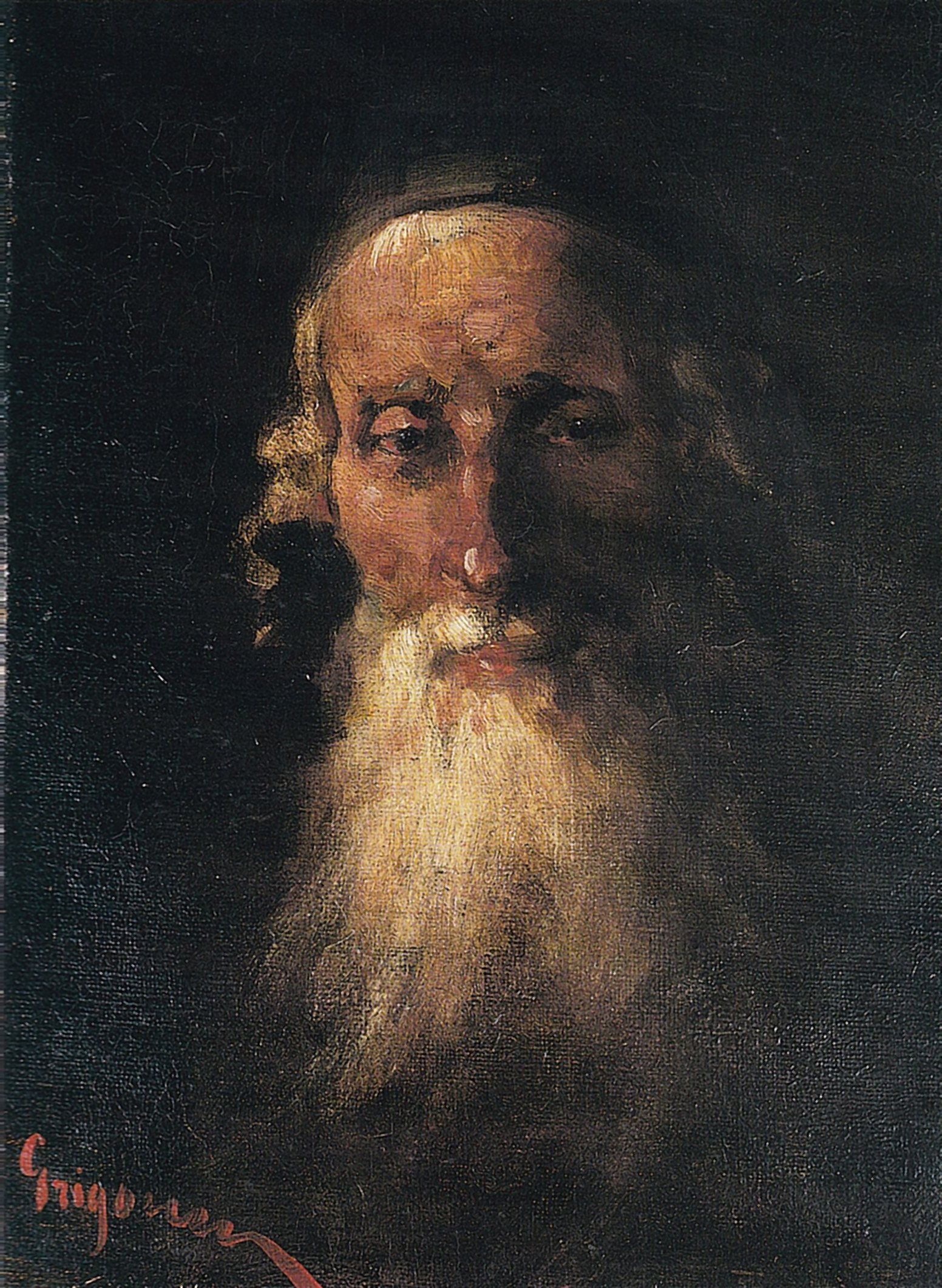
Zaraful

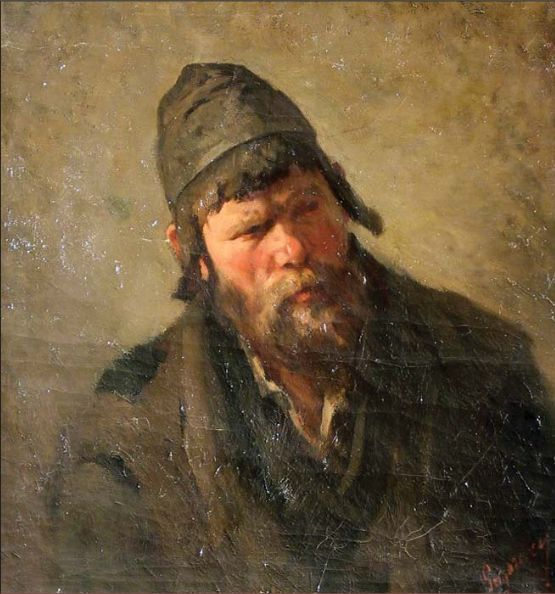
Evreu din Moldova sau Evreu din Galiția (1874) - aflat la Muzeul Brukenthal din Sibiu.

Grigorescu a făcut trei călătorii din Franța în România, prin Galiția, pe atunci provincie austriacă, în perioada anilor '60 ai secolului al XIX-lea, respectiv 1864, 1867 și 1869. A întâlnit în aceste peregrinări, oameni care l-au uimit de spectacolul pictural izbitor pe care l-a întâlnit. Un rol important l-a avut și amintirea portretelor de rabini și a portretelor orientale făcute de Rembrandt și atracția a fost irezistibilă pentru evreul de tip galițian și mai apoi a celui de la Bacău, care au dus în final la realizarea câtorva realizări artistice de mare efect.
Interesul pe care l-a manifestat pentru astfel de modele, nu a fost unul trecător, el și-a dat seama că, dacă va reuși să creeze tipologia specifică etniei evreiești și va putea să surprindă în pictura lui specificul înfățișării fizice, umanitatea și sufletul acestora, va crea pentru arta românească opere nemuritoare. Intuiția sa nu l-a înșelat. Tablourile cu evrei făcute de Grigorescu s-au dovedit a fi unele dintre cele mai valoroase din întreaga sa creație artistică. Ele sunt documente de necontestat chiar și în arta europeană a acelor timpuri.
Primele apariții în expozițiile la care a participat cu o astfel de tematică, au fost cele organizate la București în perioada 1873 - 1876 și mai apoi la Salonul Oficial de la Paris din anul 1877. Salonul de la Paris, a fost deschis în primăvară, cu puțin înaintea chemării sale în România, moment în care i s-a propus să participe ca pictor de război la campania Războiului din 1877. La această expoziție a fost expusă o pânză reprezentând un Evreu din Moldova, semnată de un anume Nicolas Dio și aparținând lui George Bellu. Criticul de artă George Oprescu, a considerat că acest tablou nu putea fi decât a lui Grigorescu. Oprescu nu a putut determina motivele pentru care Grigorescu s-a ascuns sub un nume fals,[A] el făcând doar supoziții.
Pe același model de evreu, Nicolae Grigorescu l-a folosit și pentru realizarea lucrării intitulate Capul de evreu,[B] aflat astăzi la Muzeul Național de Artă al României, și pentru Cap de evreu[C] de dimensiuni mai mici. Acesta din urmă este reprezentat ușor aplecat spre dreapta, cu obrajii îmbujorați și cu trăsături dure pe o structură osoasă masivă pe care se simt mușchii feței puternici sub o piele aspră. Părul este aproape cărunt și încâlcit și barba neîngrijită. Acest portret a fost făcut cam în aceeași perioadă cu Evreu cu gâsca în care reprezentarea este voit epică, fiind necesară exagerarea unor detalii cu accentuări a unor detalii.
Evreul cu caftan și Rabinul sunt două variante ale aceluiași tablou. În primul modelul este văzut în mare ca un bust și în al doilea, de dimensiuni mai mici, este văzut în picioare. Cele două tablouri au o remarcabilă calitate, dar nu întrec în valoare Evreu cu gâscă sau Capul de evreu în cele două variante. Rabinul și Evreul cu caftan au fost făcut în anul 1874 la Bacău.

### Descrierea picturii - de Alexandru Vlahuță
„Vine prin Galiția. Ce nerăbdător trebuie să fie de a-și revedea țara lui, de care nu-l mai desparte acum decât o zi de drum! Și iată că mulțimea de note interesante ce-l împresoară de pretutindeni, pitorescul acelei părăgini de lume, în fața căreia ochii lui neliniștiți se aprind ca de farmecul unei descoperiri, îl fac să-și întrerupă călătoria pentru câteva zile. Se oprește la Lemberg. Îl opresc străzile vechi, tăcute, triste, ca orice început de moarte, hanurile mari adormite sub greu coperiș de olane, și mai cu seamă evreii aceia așa de caracteristici din biata Galiție, de la izvorul evreilor noștri, unde s-a păstrat, în toată primitiva habotnicie a neamului, adevăratul tip al rasei. De aici sunt primele lui studii de evrei: telali, cârciumari, zarafi, belferi — fiecare, în mișcarea și cu expresia lui particulară înfățișându-ți portretul general al rasei, care te privește, din umbra vremilor biblice, prin ochii aceia întredeschiși, atenți, sclipitori, ochi ce nu dorm — îndărătul cărora simți sufletul îngrijat, încordat, al neamului îmbătrânit, pururea în luptă cu tinerețea celorlalte neamuri. 

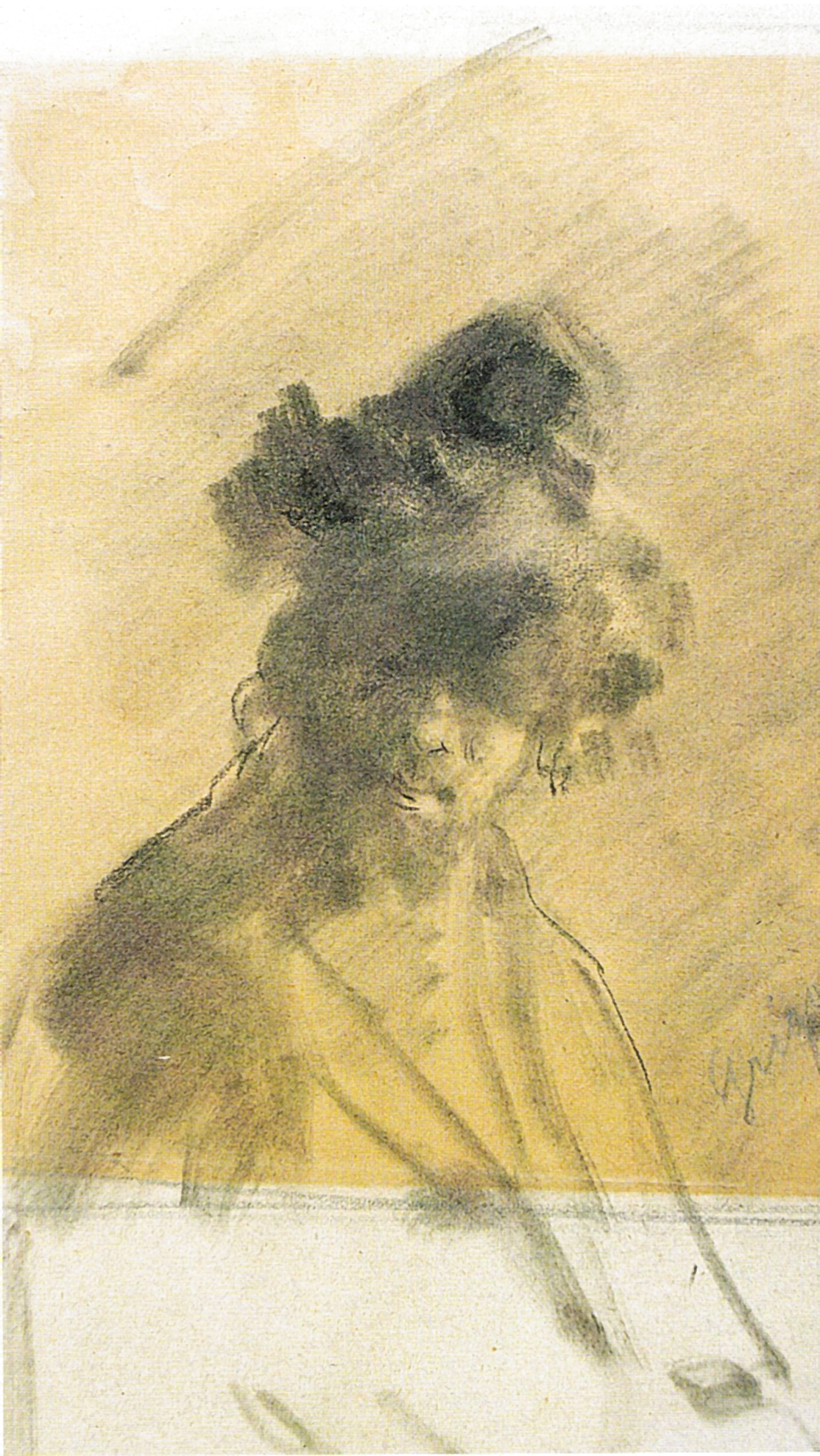
Studiu pentru Evreu cu gâscă

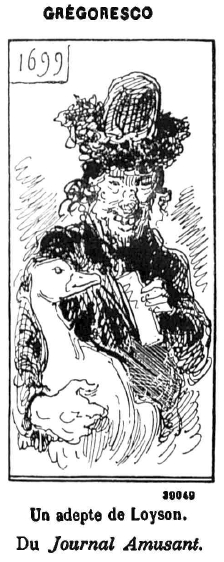
Caricatură apărută în Journal Amusant

Cu ce căutătură strabătătoare, profund serioasă, se uită el la pictor! Dar și pictorul, cu ce intuiție și cu câtă putere de sinteză vede și recheamă toată străvechea seminție a lui Israel în privirea unui biet vânzător de mere murate de pe ulițele Lembergului! Multe se vor discuta până să-și ia locul lor printre lucrurile pe care obișnuim să le numim eterne. Ceea ce se va așeza însă fără nici o discuție alături de tot ce mâna omenească a creat mai viu și mai profund adevărat pe lume va fi Ovreiul lui Grigorescu. În toată istoria artei de a exprima vieața prin linii și prin colori nu cunosc un alt pictor care să fi văzut mai adânc, în figura unui evreu, caracterul tipic al rasei și să-l fi înfățișat mai puternic sub specie aeterni. În străinătate, e cunoscut mai mult Ovreiul cu gâsca, expus pentru întâia oară în Salonul picturii franceze din primăvara anului 1880, și apoi în expoziția pe care a făcut-o Grigorescu mai târziu (1887) la Paris, în Boulevard des Italiens, și despre care presa de atunci vorbește ca de un adevărat eveniment în lumea artistică. Criticul de la Figaro îl compara cu Watteau; Stop, de la Journal Amusant, în seria lui de caricaturi, după cele mai importante pânze din Salonul anului 1880, nu uită Ovreiul cu gâsca, de care, de altmintrilea, toată presa vorbește cu elogii. Nici vorbă că e o bucată extraordinar de puternică acest cetățean român în perspectivă, cum îl numește pictorul, care pentru a-și însufleți modelul, pentru a-i aprinde în ochi scânteia semitică, îi povestea mereu anecdote palpitante despre amețitorul joc al milioanelor în țara dolarilor. Un tip urât de evreu, de o urâțenie brutală, respingătoare, cu părul și barba nepieptănate, cu gura mare, jimbată, cu nasul boboșat și cu acei ochi bolnavi ai rasei, ochi mici, spălăciți, fără gene, cu pleoapele roșii, umflate; în mâna stângă ține o hârtie, cererea de împământenire, pe care se vede scris: Domnule Președinte, Domnilor Deputați... cu dreapta strânge lacom o gâscă - ploconul gheșeftului — și nu știu ce expresie de rapacitate cu cele cinci degete rășchirat îngropate în puful alb și moale de pe pieptul gâștei, care sufere — te-aștepți parcă s-o vezi sărind deodată jos, scuturându-și aripele și strigând de bucurie c-a scăpat. Figura evreului e însuflețită de-o lumină dinlăuntru — lumina inspirației... fulgerarea unui gând care vine mai departe și bate mai departe decât fărâma lui de vieață — verigă și ea din lanțul cel mare și sfânt. Toți evreii, de la telalul din Hârlău până la Rothschild, sunt acolo.
E o pictură viguroasă, de o strașnică vervă, — și fără îndoială că-și merită celebritatea de care se bucură. Dar cu cât e mai sintetic văzut, și în același timp mai adânc și mai nobil tratat, acel tip de evreu din Moldova care e la Pinacotecă, — Ovreiul cu caftan, — și mai ales celălalt evreu, din Pinacotecă, intitulat Un habotnic din Galiția care de mare nevoie, și numai biruit de pofta banului, trebuie să se fi înduplecat să pozeze pictorului!... Atâta ură stăpânită e în ochii aceia încruntați, cătând chiorâș la golul care-l fixează, și atâta grijă în toată figura aceea hotărâtă, concentrată, de o înfiorătoare seriozitate dramatică — ai zice o luptă crâncenă, interminabilă: între două rase care se urăsc de moarte, adânc exprimată în misterioasa privire a unui portret.”
-- Alexandru Vlahuță: Pictorul Nicolae Grigorescu - capitolul În Țară, Editura Casa Școalelor, București, 1910

### Analiză critică

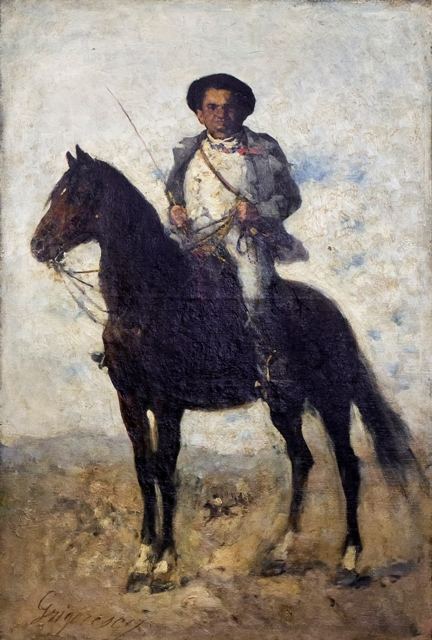
Vechilul sau Portretul doctorului Atanasiade

Biografii artistului au menționat că acesta nu a trecut în opera sa de viața grea a țăranului. El a făcut lucrări în care a înfățișat case în mizerie de la marginea satelor. De asemenea a schițat și critica socială ascuțită într-un tablou intitulat Vechilul, cunoscut și ca Portretul doctorului Atanasiade. În Evreu cu gâscă, pictorul a reușit să facă cea mai desăvârșită și mai expresivă formă artistică cu care a argumentat absurditățile politice care neglijau latura umană a problemei invocate. Tabloul în sine, nu poate fi înțeles fără a cunoaște împrejurările care au stat la baza creării compoziției. Situația reală a evreilor, care s-a menținut de secole în România și care plasa într-o poziție inferioară și nejustificată a etniei evreiești, era o certitudine și pentru cei care descindeau din familii de mult timp stabilite aici. După cum s-a văzut, Parlamentul a acceptat acordarea dreptului de cetățean în mod individual și nu în masă, luând toate precauțiile necesare conform moravurilor din acele vremuri.
Opera Evreu cu gâscă este o satiră a situației în care ajungeau petiționarii evrei în fața autorităților statului. Operele de artă al căror caracter definitoriu este satira s-au dovedit a fi cele mai bune lucrări din arta plastică internațională, iar cele care polemizează cu instituțiile dominante teritoriale sunt și mai rare. Au existat întotdeauna caricaturi și pamflete prin ziare și publicații chiar din Evul Mediu. Dar, tablourile ce tratează un astfel de subiect sunt destul de rare. Ca atare, lucrarea lui Nicolae Grigorescu se dovedește a fi un aport semnificativ prin înalta sa valoare artistică la această nișă a picturii europene din acea epocă.

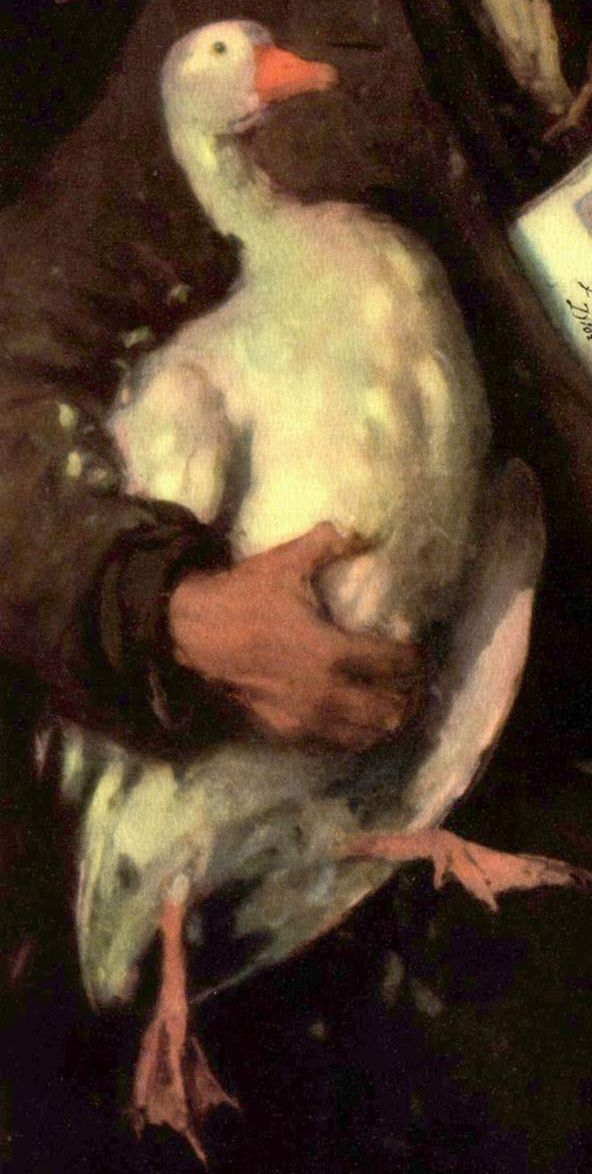
Evreu cu gâscă - detaliu

Tabloul pe care pictorul român l-a realizat, are o dublă semnificație satirică și ca urmare critică. Pe de o parte, critica artistului are ca țintă modelul însuși, reprezentant al negustorilor evrei, și pe de altă parte el demască corupția administrației care transforma calitatea de cetățean în marfă. Mesajul operei este legat de lumea dezgustătoare în care astfel de acțiuni dădeau rezultate pecuniare pentru cei care le practicau. Folosirea darului murdar, a ploconului, a bacșișului era ceva cotidian și uzual pentru obținerea unui drept. Satira pictorului revoltat de asemenea practici, are două tăișuri. Candidatul la cetățenie are în mâna stângă, ieșită de sub o haină veche și ponosită, petiția către Camera Deputaților. În mâna dreaptă ține ploconul, anume găsca ce era prețul estimat în vederea obținerii dreptului la care aspiră, ca într-un clește, strângând-o pe sub burtă.

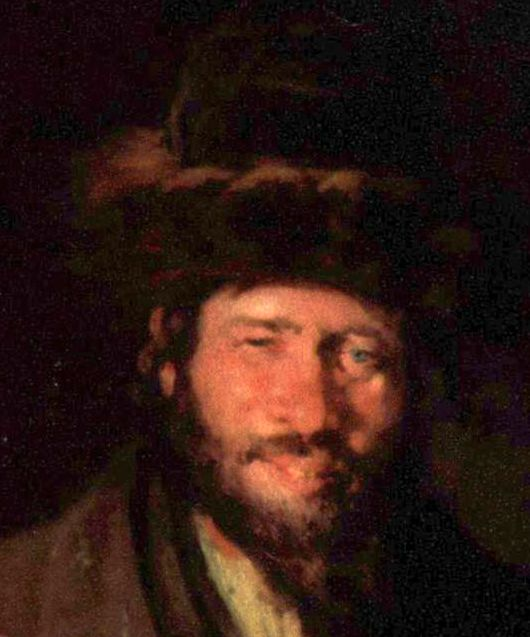
Evreu cu gâscă - detaliu

Dacă la realizarea portretelor obișnuite, tratarea materialului păstos era făcut cu mare grijă prin pesulații fine și delicate, aici el este aplicat cu violență extremă. Tușele sunt plasate în pete distincte și largi, pictorul având grijă ca ele să-și păstreze independența una față de alta. Grigorescu a folosit o manieră de compunere a volumelor prin crearea de fațete tăiate ca în prelucrarea diamantelor. Fiecare element al compoziției, fiecare detaliu, cum este obrazul evreului, a fost pus în relief, intenționat exagerat și subliniat, dar nu peste măsură executat, ci doar atât de cât era nevoie ca privitorul să înțeleagă că și evreul era și el însuși degradat, având în vedere fapta la care urma să participe. Atitudinea evreului este una clară, a unui om înclinat să folosească mijloacele corupției, fiind evident pentru oricine l-ar privi. Expresia modelului izbește privitorul, omul trăiește în fața lui, interesează și atrage într-un anume mod. Forța artei lui Grigorescu, face ca tocmai acea ființă decăzută prin modul ei de viață să fie atrăgătoare mai mult decât imaginea portretizată, insuficient reușită, a vreunei gingașe domnișoare.
Deosebit de reușite sunt mâinile evreului, mai ales cea cu care strânge găsca. Caftanul a fost și el admirabil de bine pictat. Gâsca pare mirată de situația în care este. Răspândind o parte din fulgi prin prejur, ea se zbate în mâna care o strânge cu putere și se apără cu labele, gârâind în speranța vreunui ajutor. Grigorescu nu a neglijat nimic în acest tablou. Privindu-l, gândul consumatorului de artă merge spre mari exemple din arta universală, de la olandezii și italienii reprezentanți ai barocului, la francezii și germanii din secolul al XIX-lea, adică de la Courbet și chiar de la Manet, la Wilhelm Leibl.
Pentru oricine care s-a oprit ]n analiza sa la Evreu cu gâscă, poate constata că artistul a ajuns la execuția acestei opere remarcabile ca urmare a unor încercări anterioare cum au fost capetele de evrei, Evreu cu caftan și Rabinul ce sunt datate în deceniul al șaptelea al secolului al XIX-lea. În anul 1880, pictorul ajunsese la o măestrie și o forță de execuție demnă de maeștrii contemporani lui, nu nedemnă chiar și de Courbet. Pentru a ajunge aici, Grigorescu a avut nevoie de o perioadă în care a trebuit să-și perfecționeze metodele de investigație și spiritul de observație și mai ales mijloacele de realizare. Acest rol l-au avut picturile cu evrei din anul 1874. Ele sunt veriga care leagă Evreu cu gâscă de metodele realiste pe care le-a studiat în perioada sa de formare de la Barbizon, ca și cea imediat următoare. Celor cinci opere - Capete de evreu (2), Rabinul, Evreu cu caftan și Evreu cu gâscă, li se adaugă lucrarea din fosta colecție a lui Virgil Cioflec.[D] În Portretul de evreu a lui Cioflec, modelul este unul mai sănătos, el neprezentând elementele decăderii rezultate dintr-o viață plină lipsuri materiale. El privește din față și îndrăzneț. Se simte în imaginea înfățișată o persoană combativă și curajoasă în lupta cu vicisitudinile vieții.

### Expoziții unde a fost expus
Evreu cu gâscă a fost expus pentru prima oară la Salonul Oficial de la Paris în anul 1880. Lucrarea nu a trecut neobservată de critica acelui an deoarece făcea figură discordantă în comparație cu sutele de primăveri, nimfe, cupidoni sau izvoare, învinși sau învingători, ca de altfel și tot felul de alegorii ale adevărului sau inocenței, abstracțiuni, scene militare sau istorice și portrete cuminți sau flatate care au fost expuse la acel eveniment artistic. Grigorescu a venit cu un om viu pe care se văd cu predilecție urmele pe care modul de viață le-a lăsat pe fizionomia sa. Artistul a expus o critică severă, realistă, critică ce s-a impus în fața lucrărilor fade ce au fost prezente la acea expoziție pariziană. Presa a vorbit despre el și un desenator al ziarului Le Journal Amusant a fost foarte amuzat de lucrare, drept pentru care a reprodus-o într-un mic desen publicat la acea dată.
După închiderea Salonului de la Paris din anul 1880, tabloul Evreu cu gâscă a fost expus la expoziția pe care a făcut-o Grigorescu mai târziu (1887) la Paris, în Boulevard des Italiens, și despre care presa de atunci vorbește ca de un adevărat eveniment în lumea artistică. După anul 1880 tabloul a fost prezent pe simezele mai multor expoziții din România, la București. După ce a ajuns în proprietatea Băncii Naționale a României, tabloul a intrat în posesia Colecției Muzeului Național de Artă al României.

### Portrete de evrei - Galerie

Evreii în opera grigoresciană
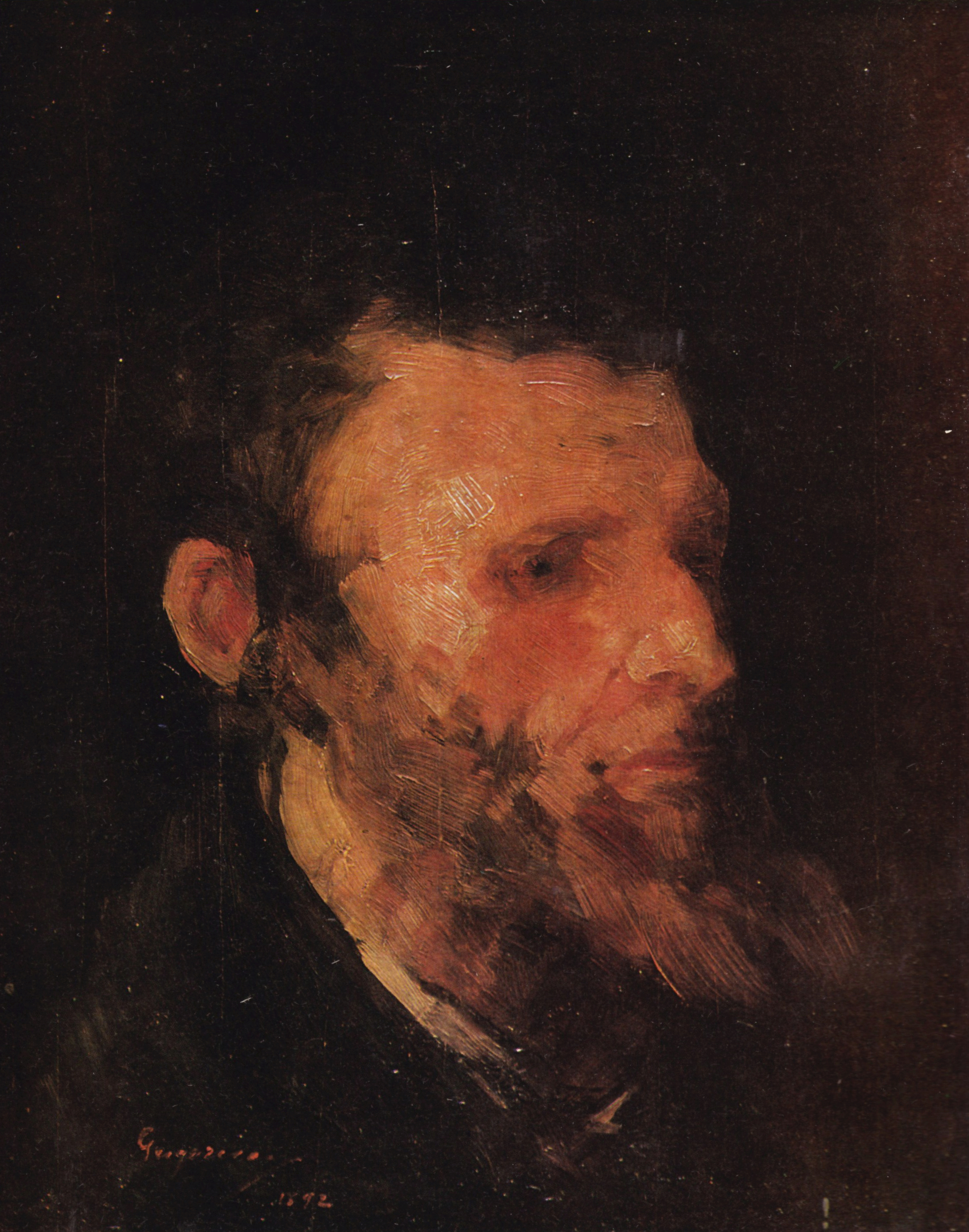
Cap de evreu
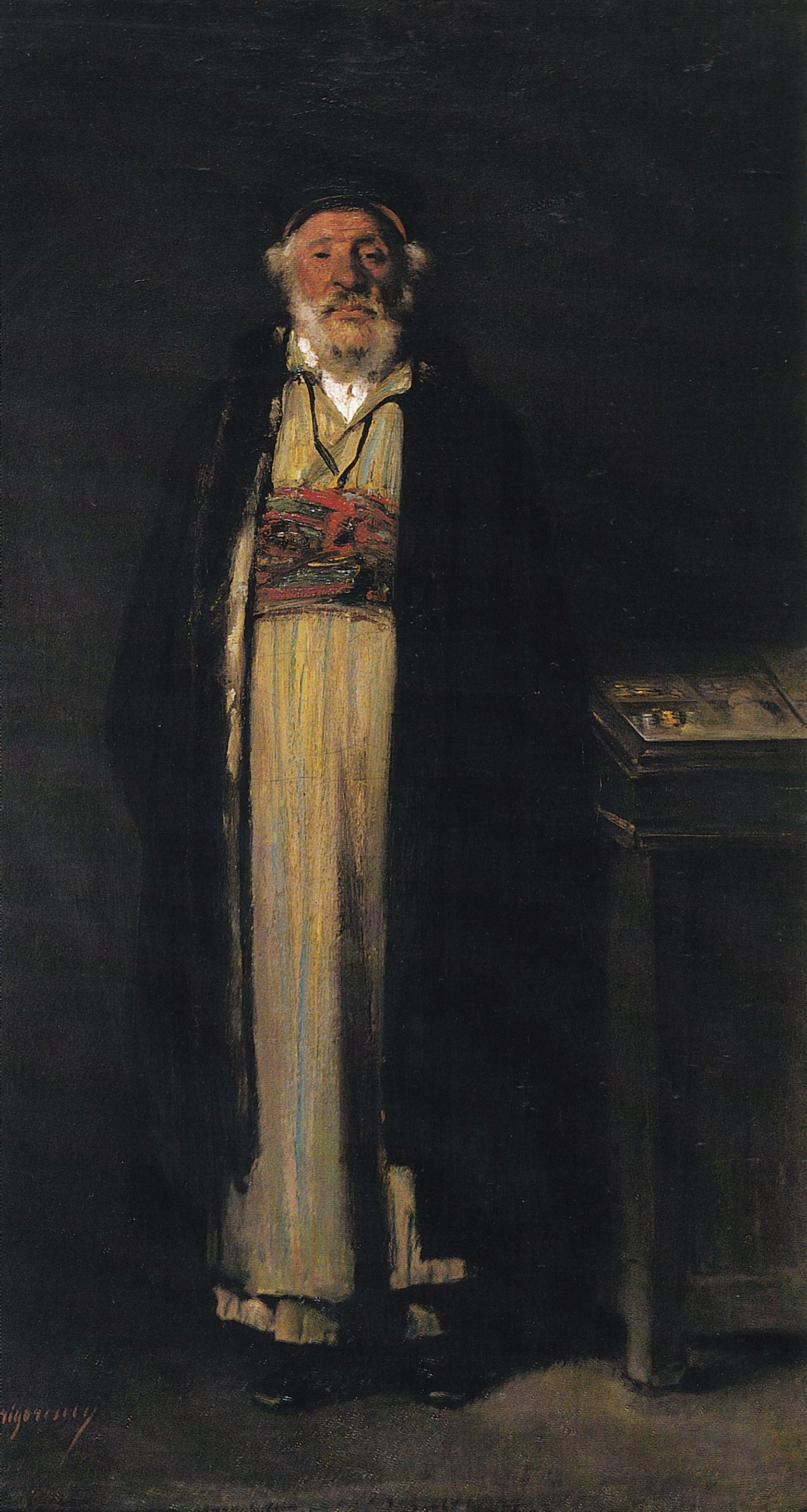
Cămătarul
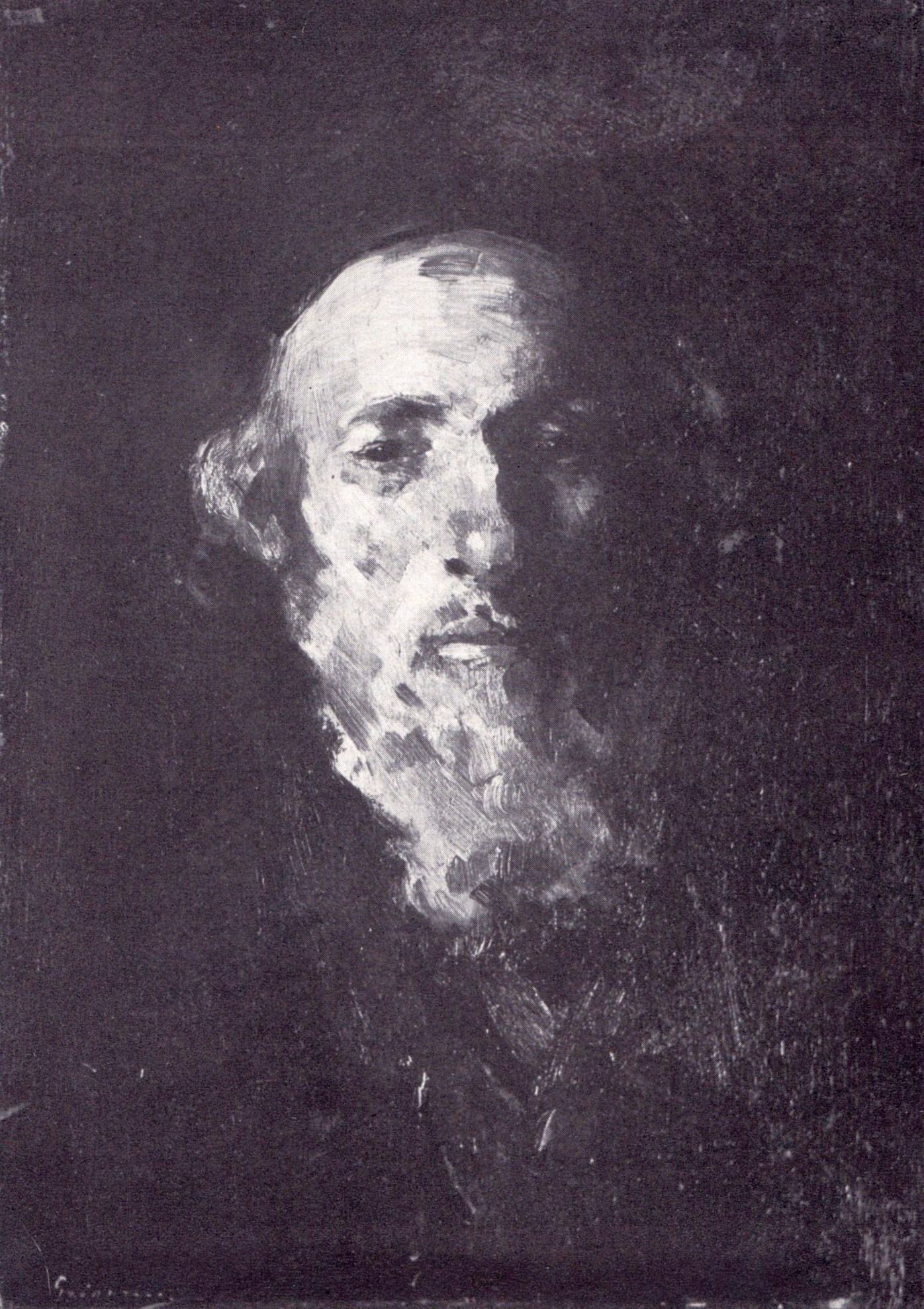
Evreu bătrân (1) sau Portret de evreu (Cioflec)
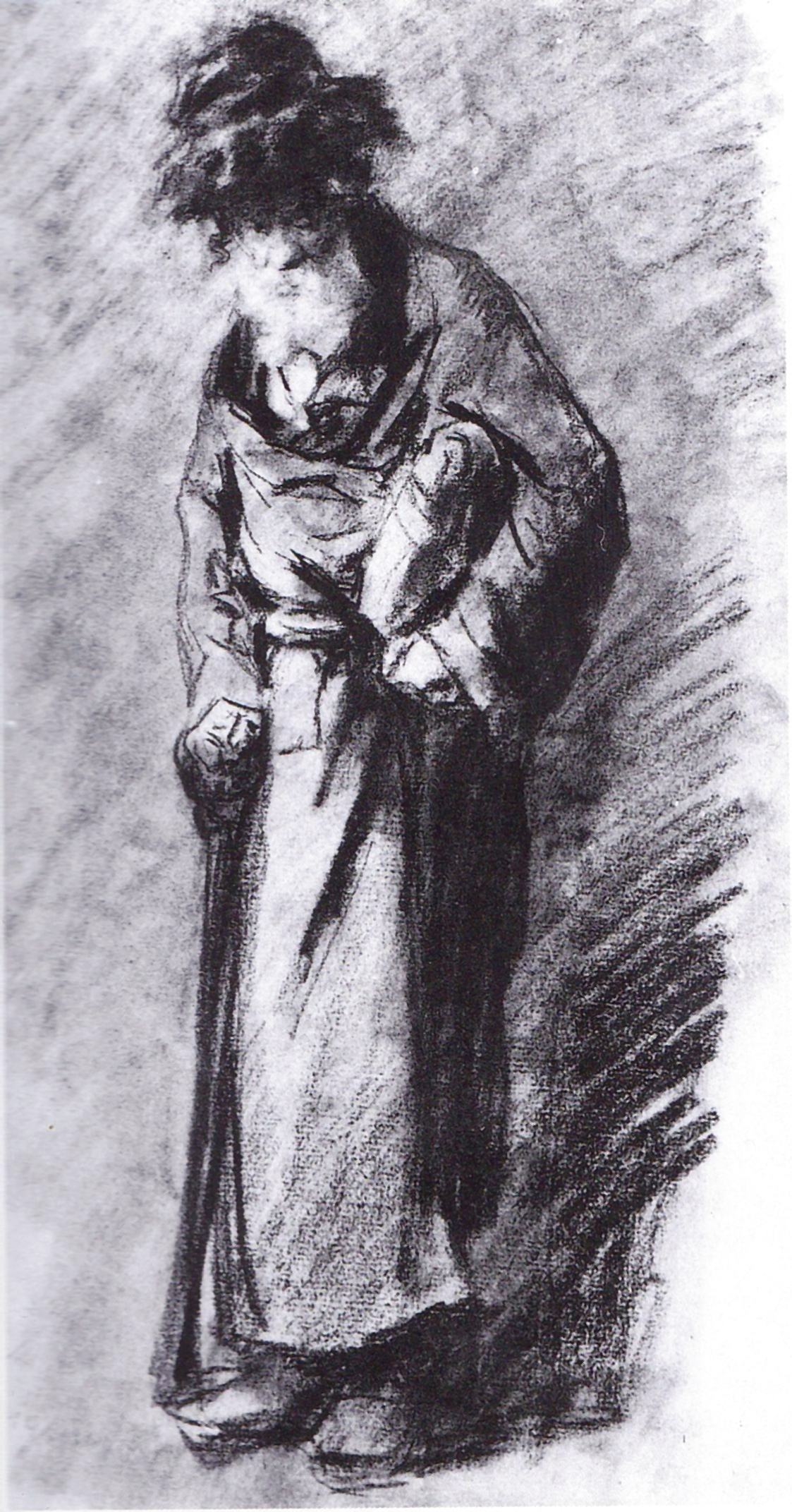
Evreu bătrân (2)
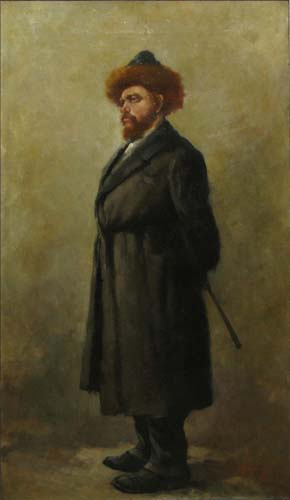
Evreu cu caftan
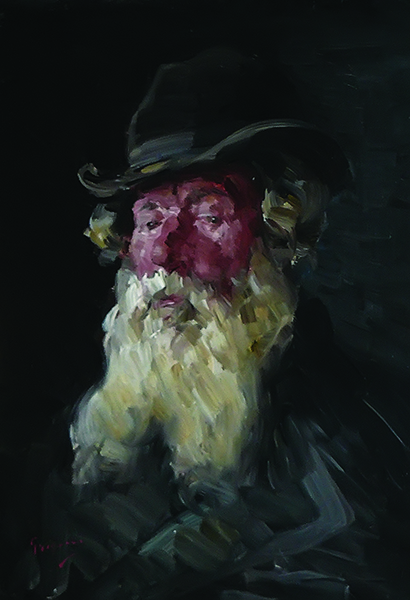
Evreu galițian  (1)
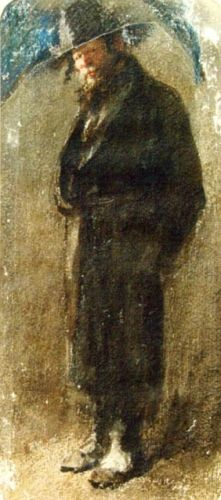
Evreu galițian (2)
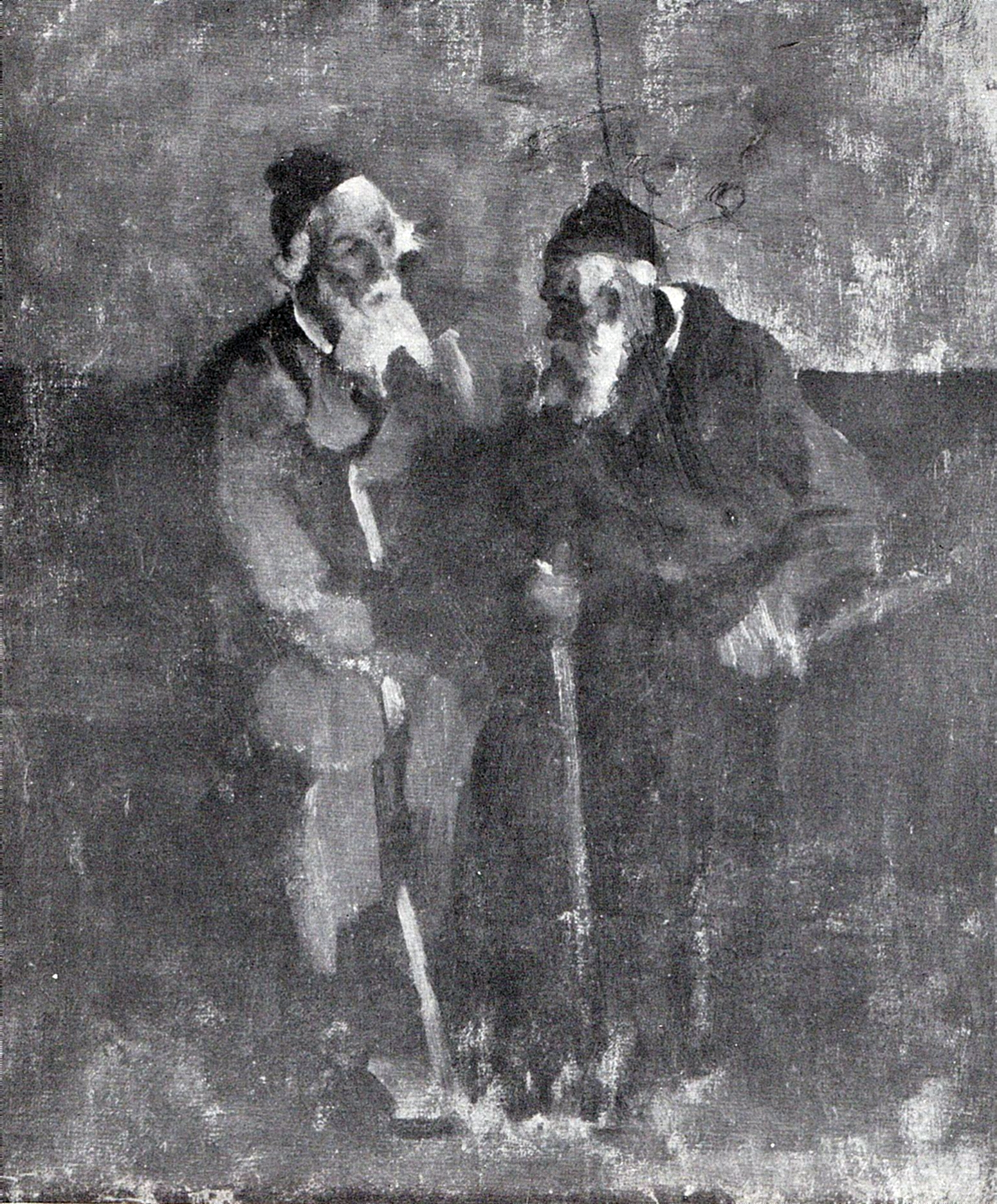
Doi evrei
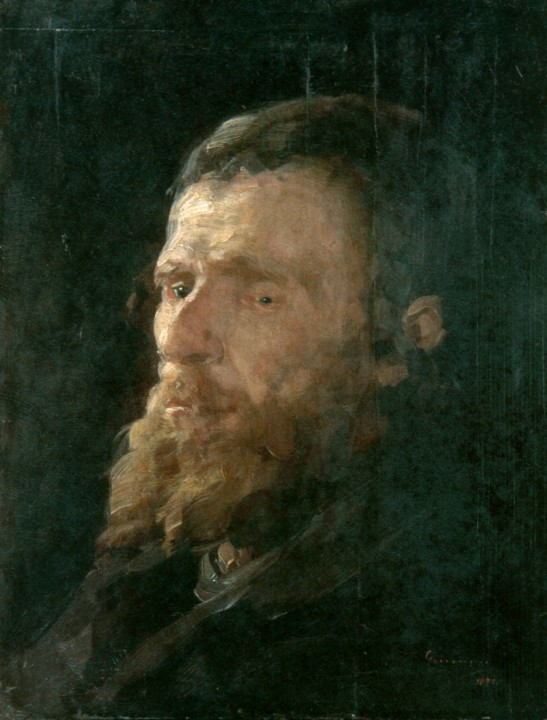
Capul de evreu

## Evreu cu gâscăși scandalurile antisemite
În anul 2011, a existat o reclamație făcută Consiliului Național pentru Combaterea Discriminării, de către un petent V. T., profesor de științe politice la Universitatea din Maryland și președinte al Consiliului Științific al Institutului de Investigare a Crimelor Comunismului și Memoria Exilului Românesc, împotriva unui interviu publicat în revista Kamikaze nr. 26 din 29 iunie - 5 iulie 2011. Interviul a fost realizat de către jurnalistul Alexandru Căuș. Reclamantul a considerat că materialul media a adus grave prejudicii de imagine reclamantului prin realizarea unui montaj caricatural în care el apărea în rolul Evreului cu gâscă, care a fost în opinia petentului un mesaj antisemit prin trimitere la tabloul făcut de pictorul Nicolae Grigorescu în anul 1880.

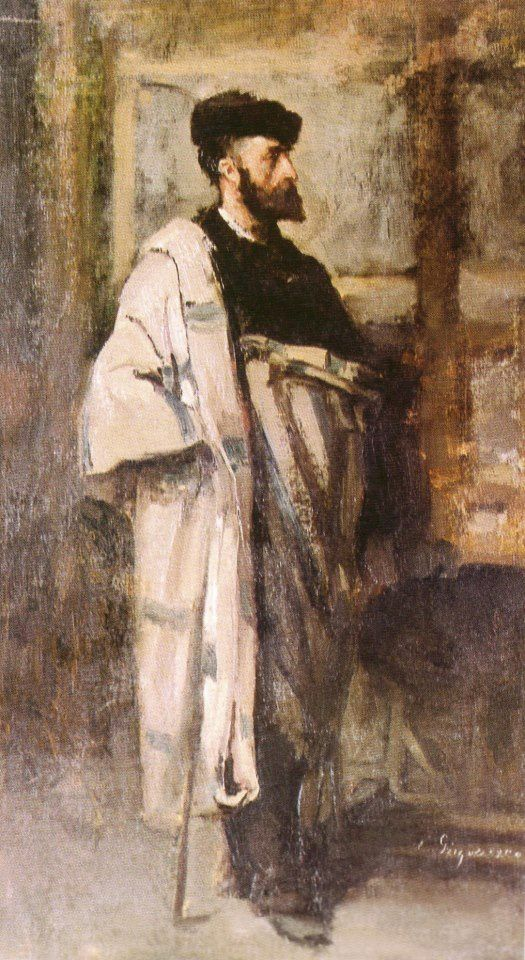
Evreu galițian

Petentul de la Maryland a considerat că montajul foto a însumat mai multe stereotipuri de tip antisemit care au distorsionat grav conținutul mesajelor din interviu. Circa jumătate din întrebările formulate de jurnalist, precum și șapoul materialului media s-a referit la etnia evreiască, fapt care a trădat o obsesie a acestuia față de un astfel de subiect.
Revista Kamikaze a transmis punctul său de vedere cu privire la calitatea interviului publicat, menționând că acesta ar fi fost declanșat de scandalul public aruncat pe piața media de atunci de președintele Traian Băsescu care a spus:
„Vedeți,  noi încă nu  ne  așezăm  corect  valorile.  Spre  exemplu,  pentru  noi  toți  și pentru  istorie, Antonescu  rămâne  responsabil  de  Holocaust  împotriva  evreilor  și  a  țiganilor, ducerea lor în Transnistria,  nu știu ce. Nimeni nu spune că statul român avea un șef de stat atunci. Ăsta era doar prim-ministru atunci.  Unora le dăm averi,  iar pe alții îi considerăm criminali de război -  șeful de stat și prim-ministru.  Doar pentru că  unul  a  fost  slugă  la  ruși  și  a  lăsat  țara  prin  abdicare  îl  iertăm,  de  toate păcatele".
Ca urmare, interviul a răspuns necesității dezbaterii publice a unui astfel de subiect și că petentul avea mai multe calități la acea dată: era un evreu bun cunoscător al istoriei și era autorul Raportului despre crimele comunismului.
În materialul video, petentul a fost înfățișat într-un desen trucat explicit cu elemente adăugate din celebrul tablou al lui Nicolae Grigorescu - Evreu cu gâscă. Petentul a făcut două acuzații, una privind folosirea tabloului lui Grigorescu pe care dânsul îl considera ca fiind antisemit și a doua care viza stilul editorial prin tratarea etniei evreiești într-un registru caricatural pe care tot el l-a considerat ofensator.
Ca urmare a dezbaterii, Colegiul Director al Consiliului Național pentru Combaterea Discriminării, a cercetat sursele privind comentariile critice referitoare la tabloul Evreu cu gâscă și a expus ca motivație a hotărârii și comentariile critice și de descriere lirică făcute de primul biograf al vieții lui Nicolae Grigorescu - Alexandru Vlahuță. Colegiul Director a clasat petiția reclamantului, recomandând reclamatului, revista Kamikaze, mai multă prudență în exprimarea diferitelor opinii în media.

## Incertitudini, controverse
- A  Evreu din Moldova  - este o pictură realizată Nicolas Dio (?) și a fost atribuită lui Nicolae Grigorescu.[19] Ea a fost expusă la Salonul Oficial de la Paris în anul 1877, fiind semnată sub numele de Nicolas Dio. În 1877, lucrarea aparținea lui George Bellu.[19] Criticul George Oprescu a făcut mențiunea că Evreul din Moldova era de fapt realizată de Nicolae Grigorescu și nu de Nicolas Dio, acesta fiind, probabil, un pseudonim al pictorului.[19] Oprescu a făcut o vizită la Paris, în anul 1940 la ginerele lui George Bellu, și a văzut colecția de pictură pe care acesta o avea prin moștenire.[19] Existau în această colecție și multe picturi ale căror autor era Grigorescu, dar Oprescu nu a identificat la acel moment vreo lucrare semnată sub numele de Nicolas Dio.[19] În biografia lui Nicolae Grigorescu pe care a publicat-o în anii (19)'60, Oprescu a menționat că mai târziu, după 1940 (datare neprecizată), un cercetător (neprecizat), a vizitat pe fiica lui George Bellu, care avea 90 de ani.[19] Acest cercetător ar fi identificat tabloul și i-a comunicat lui Oprescu descoperirea.[19]